# Кекконен, Танели
Та́нели Ка́лева Ке́кконен (фин. Taneli Kaleva Kekkonen; 4 сентября 1928, Хельсинки, Финляндия — 11 июля 1985, Хельсинки) — финский дипломат, в ранге Чрезвычайного и Полномочного Посла.

## Биография
Родился 4 сентября 1928 года в Хельсинки в семье Урхо Кекконена. Его брат-близнец — Матти Кекконен.
Получил степень бакалавра в области политологии и с 1952 года работал в министерстве иностранных дел Финляндии. В 1952 году вступил в брак с дочерью премьер-министра Финляндии Карла-Августа Фагерхольма Бритой Фагерхольм.
Назначен Чрезвычайным и Полномочным Послом в Югославии, Послом в Греции, Послом в Италии и Послом в Мальте (1975—1980), Послом в Польше (1980—1984) и Послом в Израиле (1984—1985).
После задержания полицией за вождение автомобиля в нетрезвом состоянии, был отозван с должности посла, впал в состояние депрессии и, несмотря на уговоры жены, 11 июля 1985 года совершил самоубийство.

## Семья
- Отец — Урхо Кекконен (1900—1986), президент Финляндии
- Мать — Сильви Уйно (фин. Sylvi Uino, 1900—1974), писательница
- Брат-близнец — Матти Кекконен (4.9.1928—3.7.2013) — депутат Эдускунты
- Жена — Брита Кекконен[фин.] (1927—2013), дочь премьер-министра Финляндии Карла-Августа Фагерхольма.
  - Сын — Тимо Кекконен[фин.] (р. 1957).
  - Дочь — Теа Кекконен (р. 1963).